# زهورتس (ناحیه پلهریموف)
زهورتس (به چکی: Zhořec) یک منطقهٔ مسکونی در جمهوری چک است که در ناحیه پلهریموو واقع شده‌است. زهورتس ۵٫۸۳ کیلومتر مربع مساحت و ۱۱۶ نفر جمعیت دارد و ۵۹۴ متر بالاتر از سطح دریا واقع شده‌است.